# 赤備

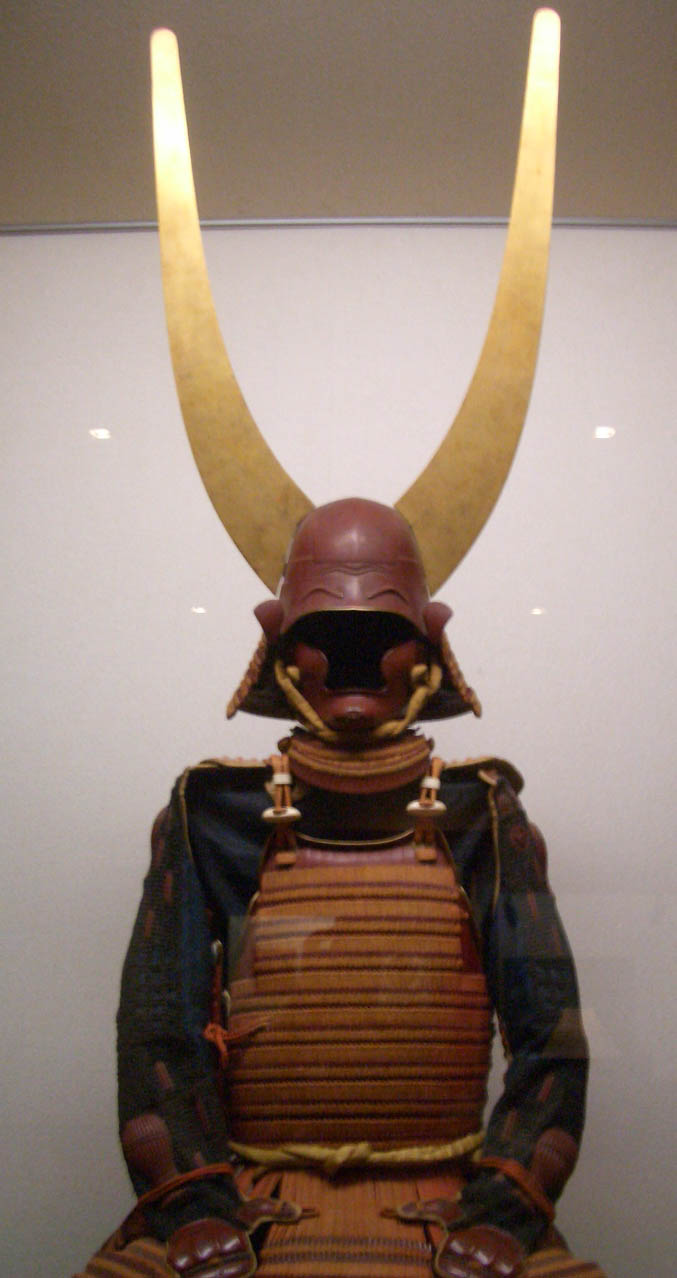
井伊直孝所用，薫革威段替（所蔵）

赤備，乃日本戰國時代的一種軍團組成型式。從盔甲、旗幟、甚至武器全有紅色塗裝的部隊編成，但辰砂在當時是高級品，並非完全都是紅色，這可以從最知名的飯富虎昌的畫像得知。在日本戰國時代以黃色等其他統一顏色編成的軍團亦不少，但因為赤備軍團出了不少名將而因此廣為人知。後世亦以赤備作為勁旅的象徵。受中國五行及兵法影響的武田流或小笠原流，以代表「火行」的紅色來裝飾最具侵略性或突擊性的陷陣部隊旗指物甚至武士的盔甲，最早的甲斐赤備是由武田信玄的家臣飯富虎昌所創，因此當時赤備亦是甲斐武田軍團的代名詞。
備，乃日本戰國時代的在律令制之下，以足輕為主分成旗組、鐵砲組、長槍組、騎馬隊、軍監·目付、太鼓·貝、侍大將（備隊指揮官）、弓組、小荷駄（主司補給運輸）等各種兵職組成的部隊。

## 武田赤備
武田軍最早編成赤備軍團的是有『甲山之猛虎』美譽的飯富虎昌。永禄8年（1565年）時飯富虎昌因受武田義信牽連而自刃，虎昌的部隊因此由其弟・山縣昌景繼承。飯富虎昌、山縣昌景兄弟在當時都是傑出的猛將。此外當時武田軍中另有小幡信貞和浅利信種兩名武將率領赤備軍團。但武田信玄在元龜二年有讓姪兒武田信豐獨佔赤色盔甲使用權的文書傳世，因此赤備的統領者尚存爭議。

## 井伊赤備
武田氏滅亡後、趁著本能寺之變的混亂情勢時奪取甲斐國的德川家康，將武田舊臣的兵力配屬於德川四天王中的井伊直政。此後直政亦將自己的部隊以赤備編成，井伊的赤備在小牧長久手之戰中擔任前鋒奮戰，被譽為井伊之赤鬼。一直到幕末明治維新前，井伊氏皆以赤備軍裝代代相傳。

## 真田赤備
慶長20年（1615年）大坂夏之陣時真田信繁編成、從盔甲至旗幟全部赤紅的部隊（信繁為避開東軍陣營中姪兒真田信吉六紋錢的旗幟，將其軍旗改為總赤地金線）。當時信繁接受豐臣氏邀請入大坂城的目的不在獲得恩賞或回復家名、而是為了報復害死其父真田昌幸的德川家而痛擊德川家康並使真田的武名廣布天下。其以武田家傳統赤備編成的真田三千人部隊先是在道明寺之役擊退伊達政宗引以為豪的一萬二千鐵砲騎兵隊、接著在天王寺之戰突破一萬五千松平忠直的越前軍、伊勢津的藤堂高虎的軍勢,直搗家康本陣、造成三方原之戰以來德川本陣惟一的崩潰、島津忠恆更稱譽他『真田日本第一武士　乃自古以來所未有的』，在大坂之陣後為東軍諸將所傳頌、從此赤備一名成為不朽。

## 其他的赤備
北條家則有白・黒・赤・青・黄五色的色備存在。赤備主將為北條綱高（北條早雲之甥、北條氏綱義子）負責編組建軍。其他色備主將：白備主將為笠原康勝（南武藏小机城主），黑備主將為多目元忠（北條氏康軍師），青備主將為富永直勝，黃備主將為以「地黄八幡」聞名的北條家名將北條綱成。
此外在臼井城之戰中，北條家武將松田康鄉亦率領赤備參戰對抗上杉家軍勢，被上杉謙信譽為「赤鬼」。
在肥前的龍造寺家也有赤熊武者，由鍋島清久、鍋島清房父子跟野田清孝率領在享禄3年（1530年）的田手畷之戰擊破大内義隆的軍隊，大內方的横岳資貞、筑紫尚門戰死。